# Collin Galyean
Collin Matthew Galyean ist ein US-amerikanischer Schauspieler.

## Leben
Galyean debütierte 2004 im Film The Magician King als Schauspieler. Es folgten Besetzungen 2008 im Fernsehfilm The Dunwich Horror und 2009 im Film Chrome Angels. 2010 war er in den Fernsehfilmen House of Bones in der Rolle des Simon und Quantum Apocalypse – Der Tag des jüngsten Gerichts in der Rolle des Tom zu sehen. Eine größere Rolle mimte er im Tierhorrorfilm Piranha Sharks die Rolle des Jackson. Im selben Jahr spielte er in einer Episode Star-Crossed mit. 2017 hatte er eine Besetzung in The God Inside My Ear inne. Im Folgejahr verkörperte er im Fernsehfilm Christmas Cupid’s Arrow die Rolle des Michael. 2020 spielte er in The Incredible Jake Parker die Rolle des Tim.

## Filmografie (Auswahl)
- 2004: The Magician King
- 2008: The Dunwich Horror (Fernsehfilm)
- 2009: Chrome Angels
- 2010: House of Bones (Fernsehfilm)
- 2010: Quantum Apocalypse – Der Tag des jüngsten Gerichts (Quantum Apocalypse, Fernsehfilm)
- 2013: The Penny Dreadful Picture Show
- 2014: Star-Crossed (Fernsehserie, Episode 1x04)
- 2014: Piranha Sharks
- 2017: The God Inside My Ear
- 2018: Christmas Cupid’s Arrow (Fernsehfilm)
- 2020: The Incredible Jake Parker